# Folketingswahl 1957
- K: 6
- A: 70
- B: 14
- E: 9
- Sonst.: 4
- D: 45
- C: 30
- S: 1

Die Folketingswahl 1957 am 14. Mai war die 48. Wahl zum dänischen Parlament, dem Folketing. Ausgeschrieben wurde die Wahl am 10. April desselben Jahres. Hans Christian Svane Hansen (Sozialdemokraten), der seit dem Tod Hans Hedtofts im Januar 1955 seine Amtsgeschäfte als Ministerpräsident übernahm, bildete nach der Wahl das Kabinett Hansen II. Zu diesem hatte er nun auch Minister der Radikale Venstre und Danmarks Retsfordbund berufen. Zusammen verfügte diese Koalition auch über eine absolute Mehrheit im Folketing.
Im Februar 1960 verstarb Ministerpräsident H. C. Hansen im Amt. Finanzminister Viggo Kampmann übernahm die Regierungsgeschäfte und bildete fortan die Regierung Kampmann I.

## Wahlmodus
Wahlberechtigt zur Folketingswahl waren alle dänischen Staatsbürger, die das 23. Lebensjahr vollendet hatten und einen Wohnsitz in Dänemark besaßen. Jeweils zwei Mandate wurden auf den Färöern und auf Grönland vergeben, 175 Mandate wurden im übrigen Dänemark in einer Verhältniswahl vergeben. Dabei wurden zunächst 135 so genannte Wahlkreismandate (kredsmandater) auf die 23 Groß- und Amtskreise (stor- og amtskredse) aufgetrennt und dort nach dem regionalen Stimmverhältnis verteilt. Anschließend wurden landesweit nochmals weitere 40 Ausgleichsmandate (tillægsmandater) ausgegeben, um den Stimmverhältnissen möglichst nahe zu kommen. Für diese Mandatsverteilung galt eine Hürde von mindestens 60.000 Stimmen, die allerdings mit einem Wahlkreismandat umgangen werden konnte.

## Ergebnisse

### Dänemark
Die Slesvigsk Parti (1953: Deutsche Minderheit) trat ausschließlich im Amtsbezirk (amtskreds) Haderslev-Åbenrå-Sønderborg-Tønder an.
| Partei                                             | Liste              | Stimmen   | Prozent   | ± %       | Sitze     | ± Sitze   |
| -------------------------------------------------- | ------------------ | --------- | --------- | --------- | --------- | --------- |
| Socialdemokratiet Sozialdemokraten                 | A                  | 910.170   | 39,4 %    | −1,9      | 70        | ▼ 4       |
| Venstre Liberale Partei                            | D                  | 578.932   | 25,1 %    | +2,0      | 45        | ▲ 3       |
| Det Konservative Folkeparti Konservative           | C                  | 383.843   | 16,6 %    | −0,2      | 30        | ▬ 0       |
| Det Radikale Venstre Sozialliberale                | B                  | 179.822   | 07,8 %    | −0,0      | 14        | ▬ 0       |
| Danmarks Retsforbund Gerechtigkeitsbund            | E                  | 122.759   | 05,3 %    | +1,8      | 09        | ▲ 3       |
| Danmarks Kommunistiske Parti Kommunistische Partei | K                  | 072.315   | 03,1 %    | −1,2      | 06        | ▼ 2       |
| De Uafhængige Die Unabhängigen                     | U                  | 053.061   | 02,3 %    | −0,4      | 0         | –         |
| Slesvigske Parti Schleswigsche Partei              | S                  | 009.202   | 00,4 %    | −0,1      | 01        | ▬ 0       |
| Parteilose                                         | Parteilose         | 000.071   | 00,0 %    | neu       | 0         | –         |
|                                                    |                    |           |           |           |           |           |
| Wahlberechtigte                                    | Wahlberechtigte    | 2.772.159 | 2.772.159 | 2.772.159 | 2.772.159 | 2.772.159 |
| Abgegebene Stimmen                                 | Abgegebene Stimmen | 2.321.097 | 2.321.097 | 2.321.097 | 2.321.097 | 2.321.097 |
| Gültige Stimmen                                    | Gültige Stimmen    | 2.310.175 | 2.310.175 | 2.310.175 | 2.310.175 | 2.310.175 |
| Wahlbeteiligung                                    | Wahlbeteiligung    | 83,7 %    | 83,7 %    | 83,7 %    | 83,7 %    | 83,7 %    |

### Färöer
Die Wahlen auf den Färöern fanden abweichend am 21. Mai statt. Bei den letzten Folketingswahlen 1953 wurden die Vertreter des Javnaðarflokkurin und Sambandsflokkurin mangels weiterer Kandidaturen ohne Abstimmung ernannt.
| Fólkaflokkurin Volkspartei         | 2.574  | 37,6 % | 1      | ▲ 1    |        |  |
| Sambandsflokkurin Unionisten       | 2.316  | 33,8 % | 1      | ▬ 0    |        |  |
| Javnaðarflokkurin Sozialdemokraten | 1.963  | 28,6 % | 0      | ▼ 1    |        |  |
|                                    |        |        |        |        |        |  |
| Wahlberechtigte                    | 18.359 | 18.359 | 18.359 | 18.359 | 18.359 |  |
| Abgegebene Stimmen                 | 6.908  | 6.908  | 6.908  | 6.908  | 6.908  |  |
| Gültige Stimmen                    | 6.853  | 6.853  | 6.853  | 6.853  | 6.853  |  |
| Wahlbeteiligung                    | 37,6 % | 37,6 % | 37,6 % | 37,6 % | 37,6 % |  |

### Grönland
Im 2. Aufstellungskreis wurde Augo Lynge mangels weiterer Kandidaturen ohne Abstimmung zum Vertreter ernannt. Im 1. Aufstellungskreis fanden die Wahlen abweichend am 2. Juli statt.
| Kandidat                                                                          | Stimmen              | Prozent              | Sitze                | ± Sitze              |                      |
| 1. Aufstellungskreis                                                              | 1. Aufstellungskreis | 1. Aufstellungskreis | 1. Aufstellungskreis | 1. Aufstellungskreis | 1. Aufstellungskreis |
| --------------------------------------------------------------------------------- | -------------------- | -------------------- | -------------------- | -------------------- | -------------------- |
| Frederik Lynge                                                                    | 2.113                | 67,1 %               | 1                    | ▬ 0                  |                      |
| Carl Broberg                                                                      | 1.037                | 32,9 %               | 0                    | –                    |                      |
| 2. Aufstellungskreis                                                              |                      |                      |                      |                      |                      |
| Augo Lynge                                                                        | ohne Wahl            | ohne Wahl            | ohne Wahl            | ▬ 0                  |                      |
|                                                                                   |                      |                      |                      |                      |                      |
| alle nachfolgenden Werte beziehen sich ausschließlich auf den 1. Aufstellungkreis |                      |                      |                      |                      |                      |
| Wahlberechtigte                                                                   | 5.193                | 5.193                | 5.193                | 5.193                |                      |
| Abgegebene Stimmen                                                                | 3.209                | 3.209                | 3.209                | 3.209                |                      |
| Gültige Stimmen                                                                   | 3.150                | 3.150                | 3.150                | 3.150                |                      |
| Wahlbeteiligung                                                                   | 61,8 %               | 61,8 %               | 61,8 %               | 61,8 %               |                      |